# نیکول الکرویی
نیکول الکرویی (انگلیسی: Nicole El Karoui؛ زادهٔ ۲۹ مهٔ ۱۹۴۴) دانشمند تونسی-فرانسوی و پیشگام در زمینهٔ توسعهٔ مالیه ریاضیاتی، است که در پاریس زاده شده‌است. او از فعالترین ریاضیدانانی به شمار می‌رود که شدیداً اقدام به ترویج ریاضیات مالی و تربیت مهندسین و دانشمندان بسیاری در آن زمینه کردند.
او هم‌اکنون استاد ریاضیات کاربردی در دانشگاه پیر و ماری کوری است و پیشتر در مدرسه پلی‌تکنیک و دانشگاه مین استاد بوده‌است. پژوهش او در زمینهٔ کاربرد احتمالات و معادله دیفرانسیل تصادفی و مدلسازی مدیریت ریسک در بازار مالی اثرگذار بوده‌است.
وی همچنین برنده جوایزی همچون لژیون دونور شده‌است.